# Zhezhoulinyphia denticulata
Espèce
Zhezhoulinyphia denticulata est une espèce d'araignées aranéomorphes de la famille des Linyphiidae.

## Distribution
Cette espèce est endémique du Yunnan en Chine,.

## Description
Le mâle holotype mesure 4,24 mm et la femelle paratype 4,46 mm.

## Publication originale
- Irfan, Zhou & Peng, 2019 : Zhezhoulinyphia gen. nov. (Araneae, Linyphiidae) from Yunnan, China. ZooKeys, no 862, p. 43-60 (texte intégral).